# Dekanija Domžale
Dekanija Domžale je rimskokatoliška dekanija Nadškofije Ljubljana. Dekanijo sestavlja 18 župnij iz okolice Domžal.

## Župnije
- Župnija Blagovica
- Župnija Brdo
- Župnija Češnjice
- Župnija Dob
- Župnija Domžale
- Župnija Ihan
- Župnija Jarše
- Župnija Krašnja
- Župnija Mengeš
- Župnija Moravče
- Župnija Peče
- Župnija Radomlje
- Župnija Rova
- Župnija Šentožbolt
- Župnija Trzin
- Župnija Vir
- Župnija Vrhpolje
- Župnija Zlato polje